# Accappatoio

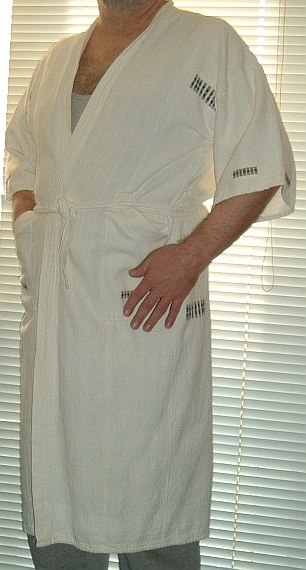
Accappatoio

Un accappatoio è un capo di abbigliamento di materiale tessile, che viene generalmente indossato per asciugarsi dopo la doccia o un bagno in ambiente privato o dagli atleti in riposo.
Può essere dotato di cappuccio, di tasche e non avendo allacciatura viene mantenuto chiuso da una cintura. I materiali con cui viene confezionato sono tessuti con elevata capacità assorbente, come la spugna o il nido d'ape, in cotone e la microfibra.